# Montevecchia
Montevecchia – miejscowość i gmina we Włoszech, w regionie Lombardia, w prowincji Lecco.
Według danych na rok 2004 gminę zamieszkiwało 2467 osób, 493,4 os./km².